# Florencia de Saracho
Florencia de Saracho (Hermosillo, Sonora, Mexikó, 1982. december 4. –) mexikói színésznő.

## Élete és pályafutása
1982. december 4-én született. Karrierjét 2002-ben kezdte A szerelem ösvényei című telenovellában, ahol Pamela szerepét játszotta. 2006-ban a Rebeldében megkapta Romina szerepét. Karrierjét a Yo amo a Juan Queredón és a Juro que te amo című telenovellákban folytatta. 2009-ben A szerelem tengere című telenovellában megkapta Elena szerepét. 2010-ben szerepelt az Időtlen szerelem című telenovellában, ahol Adriana szerepét játszotta.
2014. január 9-én megszületett kisfia, Santiago.

## Filmográfia

### Telenovellák
- 2015-2016: A que no me dejas ... Karen Olmedo Murat
- 2012-2013: La mujer del Vendaval ... María Laura Morales Aldama
- 2012: Amor bravío (A szív parancsa) ... Natalia Ferrer Gutiérrez Jiménez
- 2010-2011: Cuando me enamoro (Időtlen szerelem) ... Adriana Sánchez Beltrán
- 2009-2010: Mar de amor (A szerelem tengere) ... Elena 'Elenita' Parra-Ibañez Briceño
- 2008-2009: Juro que te amo ... Mariela Fregoso
- 2007: Yo amo a Juan Querendón ... Marely Cachón de la Cueva
- 2006: Rebelde ... Romina
- 2005: Sueños y caramelos ... Ashley Monraz
- 2005: Piel de otoño ... Liliana Mendoza
- 2002-2003: Las vías del amor (A szerelem ösvényei) ... Pamela Fernández